# Aeródromo Verfrut Sur
El Aeródromo Verfrut Sur (OACI: SCUT) es un terminal aéreo ubicado 29 kilómetros al sureste de Longaví, Provincia de Linares, Región del Maule, Chile. Es de propiedad privada.